# Rezerwat przyrody Łażyn
Rezerwat przyrody Łażyn – rezerwat leśny o powierzchni 26,22 ha, położony w województwie kujawsko-pomorskim, powiecie bydgoskim, gminie Solec Kujawski.
Obejmuje najstarsze w Puszczy Bydgoskiej drzewostany sosnowe.

## Lokalizacja
Pod względem fizycznogeograficznym rezerwat znajduje się w mezoregionie Kotlina Toruńska, mikroregionie Wydmy Puszczy Bydgoskiej.
Rezerwat znajduje się w obrębie Obszaru Chronionego Krajobrazu Wydm Kotliny Toruńsko-Bydgoskiej, na terenie gminy Solec Kujawski, w obrębie Solec, w leśnictwie Łażyn, w oddziale: 124 c, g, 154 b.
Teren rezerwatu znajduje się w kompleksie Puszczy Bydgoskiej, 3 km na południe od miejscowości Wypaleniska, w rejonie występowania wydm śródlądowych. Można do niego dotrzeć drogą leśną wiodącą od Wypalenisk, lokalizując go po wschodniej stronie traktu.
Rezerwat zajmuje wydłużone w kierunku północ-południe dwa oddziały leśne o wymiarach: 750 × 200 m i 700 × 150 m. Przez jego południowy fragment przebiega  pieszy szlak turystyczny „Komputerków” Bydgoszcz Glinki - Jezioro Jezuickie - Solec Kujawski 30,5 km. Przy szlaku w rezerwacie ustawiona jest tablica informacyjna.

## Charakterystyka
Rezerwat utworzono na mocy Rozporządzenia nr 13/2002 Wojewody Kujawsko-Pomorskiego z dnia 29 stycznia 2002 r. w celu zachowania ze względów przyrodniczych, naukowych, dydaktycznych i krajobrazowych starych drzewostanów sosnowych o charakterze naturalnym, porastających wydmy śródlądowe Kotliny Toruńskiej.
Jest to jeden z nielicznych rezerwatów, w których chronione są leśne zbiorowiska borowe, to jest składające się z lasów iglastych, uznawane zwykle za mało atrakcyjne, ze względu na niedużą, w porównaniu z lasami liściastymi, liczbę gatunków i monotonny, jednogatunkowy często drzewostan. Jednakże względne ubóstwo gatunkowe borów jest ich charakterystyczną, naturalną cechą, drzewa iglaste porastają bowiem gleby piaszczyste, mało urodzajne. 
Obszar rezerwatu Łażyn obejmuje stare drzewostany sosnowe o naturalnej, rzadko spotykanej strukturze wiekowej. Najstarsze pokolenie drzew pochodzi z ok. 1890 roku. Charakteryzuje się rzadszym i mniej regularnym (niż w lesie gospodarczym) rozmieszczeniem drzew, obecnością wyrosłego w I połowie XIX wieku starodrzewu sosnowego o wspaniale rozwiniętych koronach, bogatym podszytem jałowca oraz występowaniem samosiewów sosnowych. W runie łanowo występują widłaki: widlicz spłaszczony, widłak jałowcowaty oraz goździsty.
W rezerwacie stwierdzono występowanie okazów flory chronionej: jałowca pospolitego, sasanki łąkowej i sasanki otwartej oraz fauny chronionej: ropuchy szarej, żaby moczarowej, padalca zwyczajnego, jaszczurki żyworodnej, dzięcioła dużego, pokrzewki czarnołbistej, sikory modrej, bogatki.
Rezerwat znajduje się pod zarządem Nadleśnictwa Solec Kujawski. Posiada plan ochrony. Obszar rezerwatu podlega ochronie ścisłej.

## Galeria

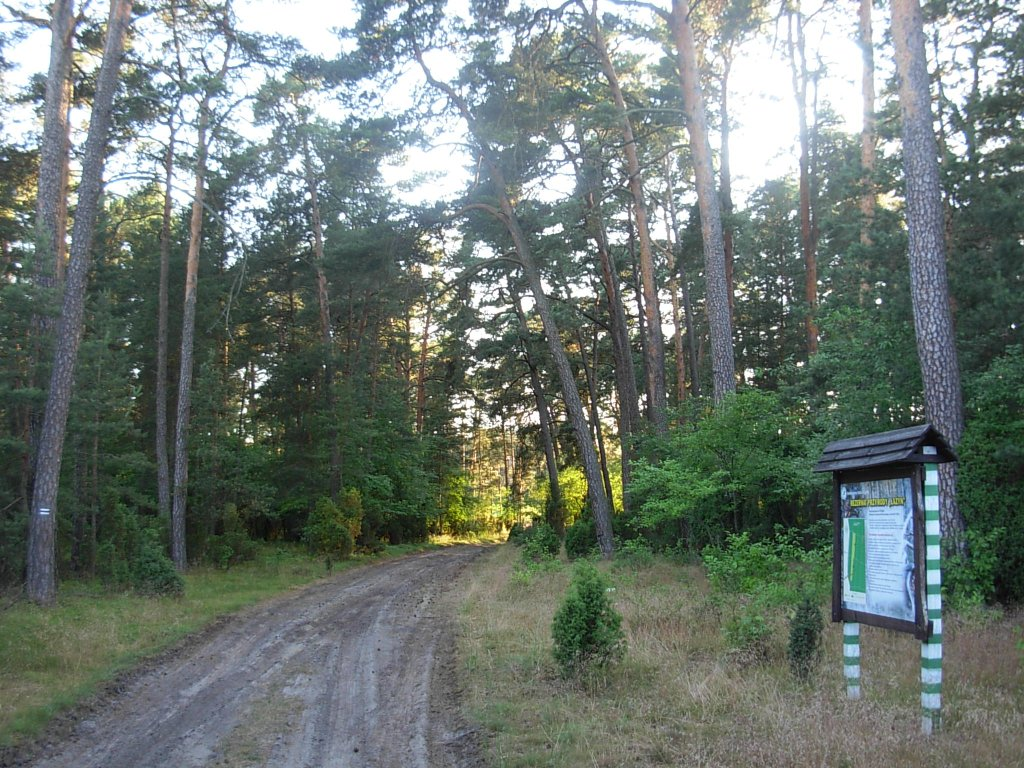
Droga, którą prowadzi szlak turystyczny
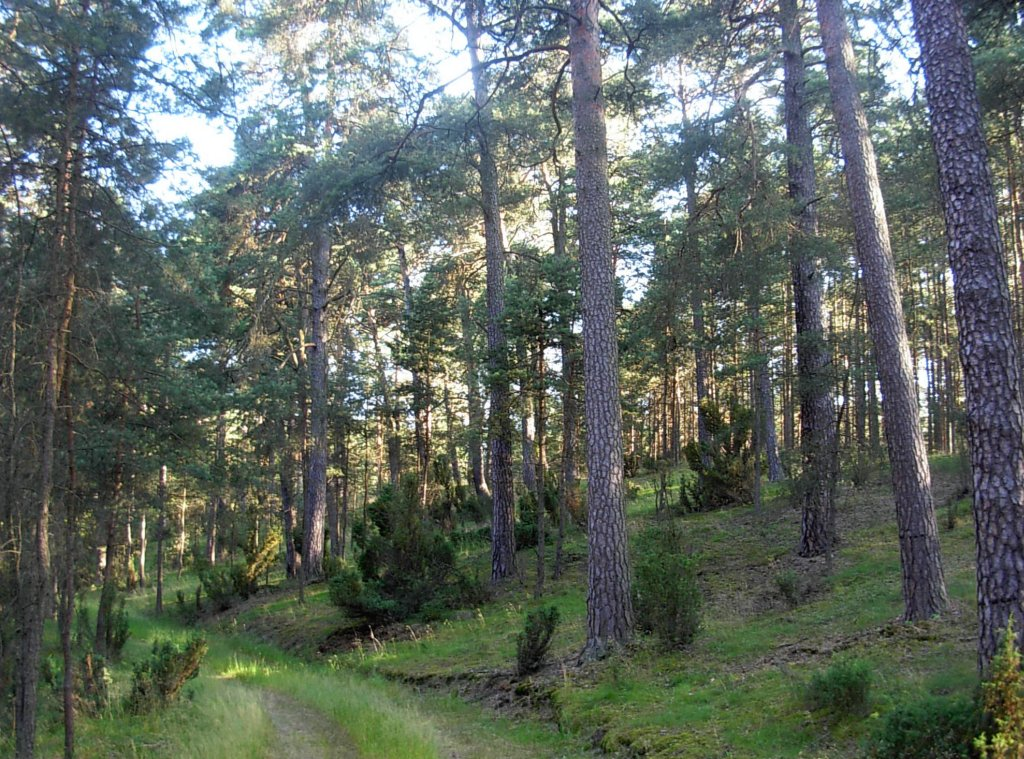
W północnej części rezerwatu
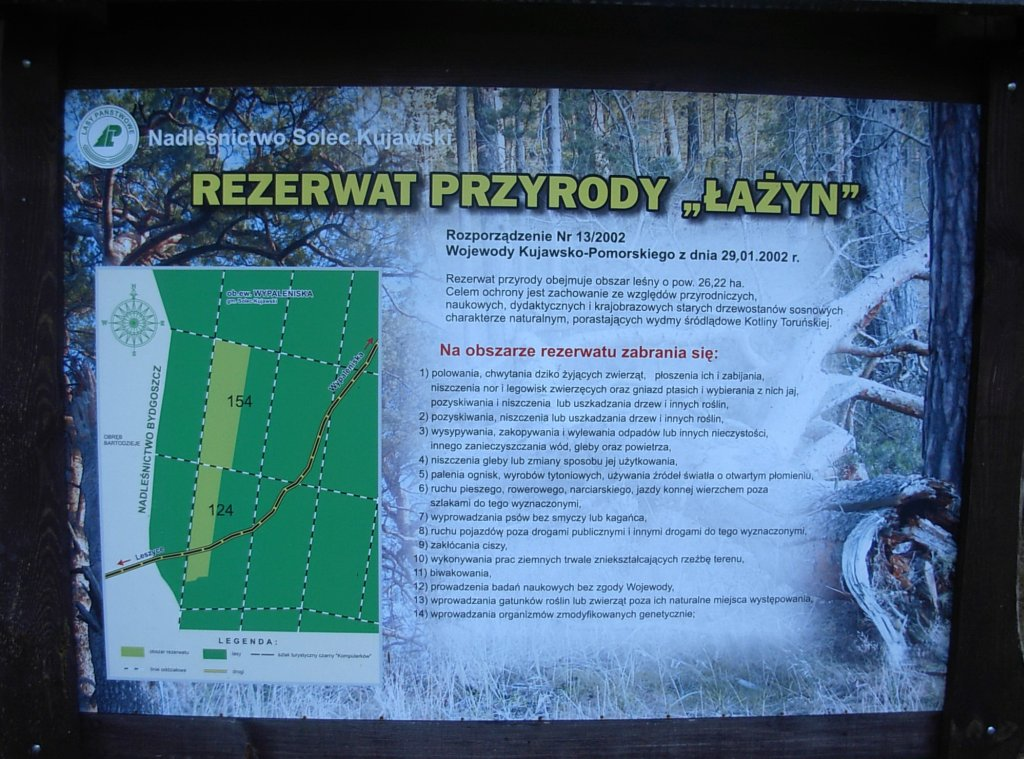
Tablica informacyjna
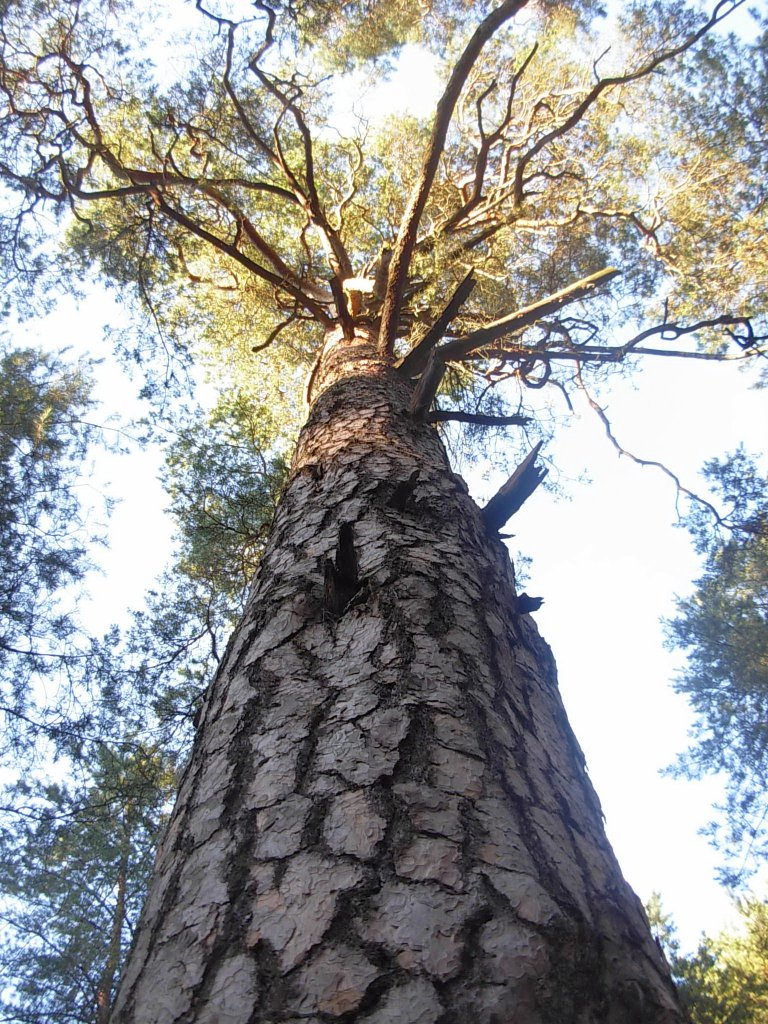
Okazała sosna
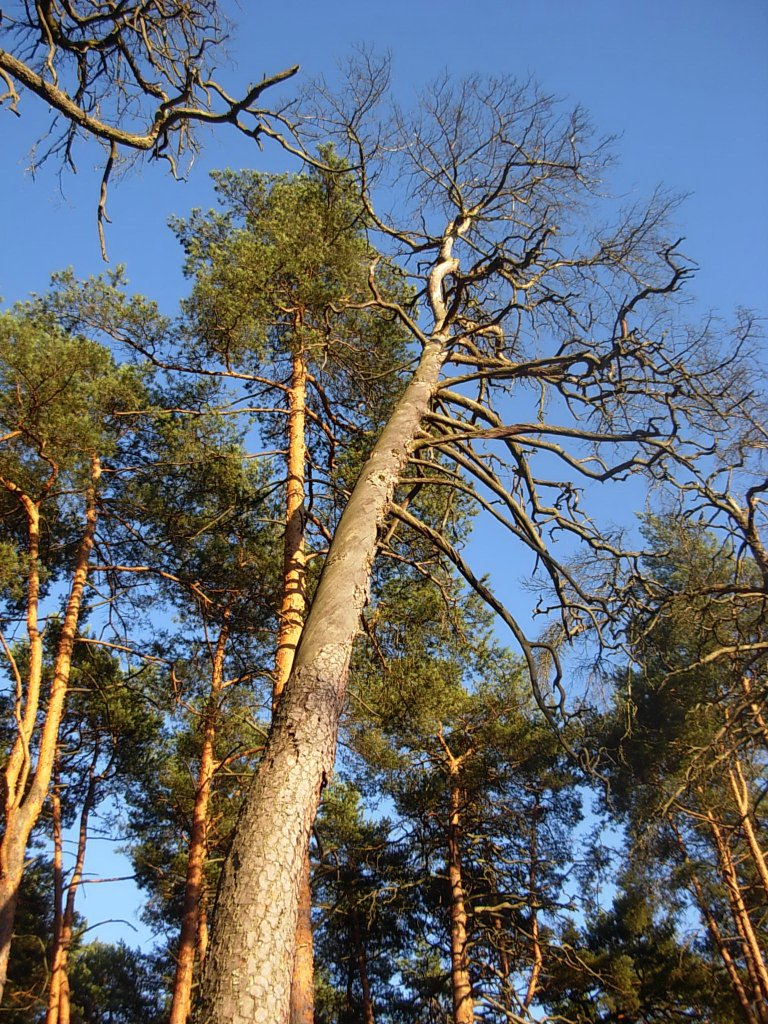
Zamarły starodrzew